# Runkel
Runkel é um município da Alemanha, situado no distrito de Limburgo-Veilburgo, no estado de Hesse. Tem 43,69 km² de área, e sua população em 2019 foi estimada em 9.343 habitantes.